# Hans Christoff von Königsmarck
Hans Christoff von Königsmarck, švedski feldmaršal, * 12. december 1605, Kötzlin, Altmark, † 20. februar 1663, Stockholm.